# 메리 키타가와
메리 키타가와(メリー喜多川, 본명: Mary Y. Kitagawa; 후지시마 메리 야스코, 1927년 12월 26일~2021년 8월 14일)는 일본의 사업가이자 연예 기획자로 자니스 사무소의 대표이사 부사장, 레코드 회사 자니스 엔터테인먼트의 대표이사를 맡았다. 동생은 자니스 사무소의 대표이사 사장 자니 키타가와이다. 부모는 둘 다 일본인이지만 미국 태생이라 일본 국적 뿐만 아니라 미국 국적도 보유한 복수국적자이다.
또한 딸인 후지시마 쥬리 케이코는 제이 스톰, 유니존 대표이사 사장을 맡고 있다.

## 약력
1926년 12월 25일에 미국 로스 앤젤레스에서 3남 1녀 중 장녀로 태어났다.(동생중 한명이 쟈니즈 사무소의 대표이사 사장 쟈니 키타가와이다.)
태평양 전쟁 개전 후 일본계 사람의 강제 수용됨에 따라 아버지, 남동생 3명(동생중 한명이 쟈니즈 사무소의 대표이사 사장 쟈니 키타가와이다.)과 함께 캘리포니아주에 억류되었지만, 1942년 6월 18일 1차 일미 교환선으로 귀국했다. 귀국 후에는 부모의 고향인 와카야마현 와카야마시로 이주했다. 주류군과의 통역으로 오사카 쇼치쿠 소녀 가극단에 입단했다. 그러나 1945년 7월 9일 와키야마 대공습으로 집이 불타버리게 된다.
종전 후, 남동생 3명과 함께 다시 도미한다. 이후 로스앤젤레스 시립대학을 졸업하고, 동생인 쟈니 키타가와와 함께 1952년 일본으로 다시 돌아왔다. 또 다른 남동생은 NASA에서 아폴로의 디자인을 했던 과학자였지만 1980년대에 50대 중반의 나이로 사망하였다.
1950년대부터 요쓰야 산쵸메의 엔쓰지자카 언덕 입구 오른쪽편에 있었던 "스폿"이라는 이름의 카운터 바를 개업, 사업을 하였다. 그 시기에 바의 손님이었던 도쿄 신문 기자(이후 작가)인 후지시마 다이스케와 만나 결혼하였다.
동생 쟈니 키타가와가 1962년 6월 연예 기획사 쟈니즈 사무소를 설립하였을때, 바를 폐점하고 쟈니즈 사무소의 경리를 담당하게 되었다. 또한 소속 가수 스타일리스트 등도 맡는 등 사실상 동생과 공동 경영격으로 쟈니즈 사무소를 운영하였다. 동생은 소속 탤런트나 쇼의 프로듀스를 주로 맡고 본인은 회사 경영 전반을 관리했다고 알려져있다. 생전 일본 연예계에 큰 영향력을 가지고 있었으며, 정재계 인사들과도 교류한 것으로 알려져 있다.